# Ronald Matarrita
Ronald Alberto Matarrita Ulate (San Ramón, Alajuela, Costa Rica, 9 de julio de 1994) es un futbolista costarricense que juega como lateral izquierdo en Liga Deportiva Alajuelense de Costa Rica
Conocido por sus peinados, juega como lateral e interior por la izquierda, encaja también en el sector de la derecha. Es cantera de la Liga Deportiva Alajuelense y avanzó en las diferentes categorías, incluyendo el filial Alajuela Junior de la Segunda División costarricense. Establecido en el equipo absoluto, debutó en la máxima categoría el 5 de septiembre de 2013, bajo la dirección técnica de Óscar Ramírez. Su proyección en defensa y ataque le permitió hacerse con un puesto en la alineación titular, y se coronó campeón del Invierno en ese mismo año. Luego se adjudicó con el segundo lugar en tres competiciones de liga nacional, pero de igual manera mostrando una regularidad que, a inicios de 2016, le valió el pase al New York City Football Club de Estados Unidos. A partir de la temporada 2021 integró la plantilla del Cincinnati.
Es internacional absoluto con la selección costarricense desde el 5 de septiembre de 2015. Ha disputado dos eliminatorias mundialistas, una edición de la Copa América, dos ocasiones la Copa de Oro y una vez la Liga de Naciones de la Concacaf. Anteriormente, participó a nivel juvenil con los conjuntos Sub-17, Sub-20 y Sub-23.

## Trayectoria

### L. D. Alajuelense
El futbolista creció en San Ramón de Alajuela. Comenzó su trayectoria en el deporte tras integrar el alto rendimiento de Liga Deportiva Alajuelense, club que le formó también en el filial de Segunda División, en Alajuela Junior, el cual fue dirigido por el exfutbolista Wilmer López. Su avance en la demarcación de lateral izquierdo le permitió ser ascendido al primer equipo, junto con Steve Garita y Juan Pablo Vargas, a partir del 30 de mayo de 2013. Anteriormente había sido llamado por el uruguayo Manuel Keosseian para un partido de Primera División, pero nunca llegó a debutar.
El 11 de agosto se inauguró el Campeonato de Invierno 2013, donde su equipo enfrentó a Carmelita en el Estadio Morera Soto. El director técnico Óscar Ramírez no convocó a Matarrita, y el marcador concluyó en derrota de 1-2. El 22 de agosto se llevó a cabo la primera fecha de la Concacaf Liga de Campeones, en la cual su conjunto visitó al Sporting San Miguelito de Panamá. El lateral no fue tomado en cuenta en la pérdida de 1-0. Posteriormente, su club revirtió el resultado negativo después de vencer 1-0 de local al América de México. El defensa debutó oficialmente el 5 de septiembre, en el compromiso frente a Uruguay de Coronado. En esa oportunidad, entró de relevo por Maurim Vieira al minuto 63', y sus compañeros Kenner Gutiérrez y Alejandro Aguilar anotaron para el 2-1 a favor de los liguistas. Después se presentaron los triunfos internacionales ante los panameños y mexicanos, con cifras de 2-0 y 0-1, respectivamente, para clasificar a la siguiente ronda de la competencia continental. En el campeonato de liga costarricense, su grupo consiguió un rendimiento adecuado que lo colocó en el segundo lugar de la tabla de posiciones, con 47 puntos además del avance a la posterior etapa del mismo. Ronald en la fase regular estuvo en el banquillo por dos ocasiones y vio acción solo por un juego. En los primeros días de diciembre se desarrollaron los encuentros de semifinales de ida y vuelta contra el Deportivo Saprissa, de visitante y local. Ambos partidos terminaron con victorias de 1-0 para cada escuadra, pero el criterio de desempate por medio de ventaja deportiva favoreció a los manudos, por lo que siguieron hasta la última instancia. Después de dos empates sin goles en la ida y vuelta de la final ante Herediano, el campeón se decidió mediante los lanzamientos desde el punto de penal; el marcador de 3-5 en la serie se inclinó hacia sus compañeros. Con esto, Matarrita ganó su primer título y el «29» para su club.

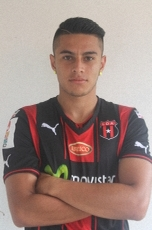
Matarrita como jugador de Alajuelense.

El 12 de enero fue el arranque del Campeonato de Verano 2014, con la responsabilidad de defender el título obtenido. La primera fecha se dio ante el conjunto de Carmelita en el Estadio Morera Soto, con la particularidad de que su equipo fue el visitante en su propio escenario deportivo. El estratega no tomó en cuenta al jugador en la victoria de 1-2. Ronald debutó como titular en la jornada 2 contra Limón, y participó los 90 minutos en el nuevo triunfo, esta vez de 3-0. El 10 de marzo se reanudó la competición de Concacaf, enfrentando en la ida de los cuartos de final al Árabe Unido panameño, de local. Por otro lado, el defensa tuvo su inicio en este tipo de certámenes, tras aparecer por 60 minutos. Sin embargo, fue reemplazado por Álvaro Sánchez y el empate sin goles prevaleció hasta el final. En la vuelta, el resultado de 0-2 favoreció a los manudos. El 1 de abril fue la semifinal de ida contra el Deportivo Toluca, donde Matarrita no fue parte de la derrota de 0-1. La eliminación de su club se terminó de confirmar tras la pérdida de 2-0 en la vuelta, desarrollada en el Estadio Nemesio Díez en México. Al término de la fase regular del campeonato costarricense, su equipo avanzó a la siguiente ronda al conseguir el segundo lugar con 42 puntos. La semifinal de ida se hizo efectiva en el Estadio Rosabal Cordero ante el Herediano, el 27 de abril. El resultado fue de igualdad a una anotación. Tres días después su club selló la clasificación a la última ronda, tras vencer a los florenses 3-1, para el agregado de 4-2. La final de ida fue el 5 de mayo en el Estadio Morera Soto contra el Deportivo Saprissa, donde el 0-0 concluyó el encuentro. Cinco días posteriores fue la vuelta en el Estadio Ricardo Saprissa; el partido se caracterizó por poseer una inusual intensa lluvia. Por otra parte, sus compañeros no pudieron llevar la victoria al salir derrotados 1-0, por lo que obtuvieron el subcampeonato del torneo. Estadísticamente, el lateral por la izquierda estuvo por 10 juegos, brindó tres asistencias y obtuvo 807 minutos de participación.
El 5 de agosto de 2014, inició la Concacaf Liga de Campeones y su club afrontó la primera fecha frente al Cruz Azul de México en el Estadio Azul. El director técnico no consideró a Matarrita para el partido, el cual culminó en empate a un tanto. El 17 de agosto comenzó oficialmente el Campeonato de Invierno, donde el primer juego correspondiente a la jornada 1 se realizó ante el Santos de Guápiles. El defensa no fue convocado en la victoria de 1-0. El 24 de agosto vio acción por 11 minutos en el triunfo de 0-2 sobre el Uruguay de Coronado. Cuatro días después fue el segundo cotejo del torneo regional, de local contra el Chorrillo de Panamá; el 1-0 brindó la ganancia a su equipo. Posteriormente, su grupo empató a un tanto en el Estadio Maracaná en territorio panameño y otra igualada ante el conjunto mexicano el 21 de octubre, para conseguir el liderato del grupo 6 y avanzar a la siguiente ronda. Al finalizar la fase de clasificación de la competición nacional, su club estableció un nuevo récord de puntaje máximo de los torneos cortos desde su creación en 2007, con 53 y consolidándose como líder absoluto. La semifinal de ida fue el 4 de diciembre contra el Deportivo Saprissa, quienes llegaron de cuarto lugar con 41 puntos. El futbolista participó en este tipo de instancias y lo hizo por 21 minutos, tras haber ingresado de cambio por Pablo Gabas. Su entrenador utilizó una estrategia defensiva para resolver la serie de local de una forma más manejable, pero cerca de acabar el segundo tiempo, la presión ejercida por parte de los morados, provocó la anotación y por consiguiente, la derrota de 1-0 de su equipo. Su grupo llegó al encuentro de vuelta, cuatro días después en el Estadio Morera Soto, con la obligación de obtener un resultado que les diera la clasificación a la final, pero el empate 1-1 fue insuficiente para las aspiraciones al título. Ronald en esta ocasión colaboró por 22 minutos. En total contabilizó 11 presencias, anotó un doblete el 30 de noviembre, dio dos asistencias, estuvo en el banquillo por 5 veces, y obtuvo 527 minutos de acción.

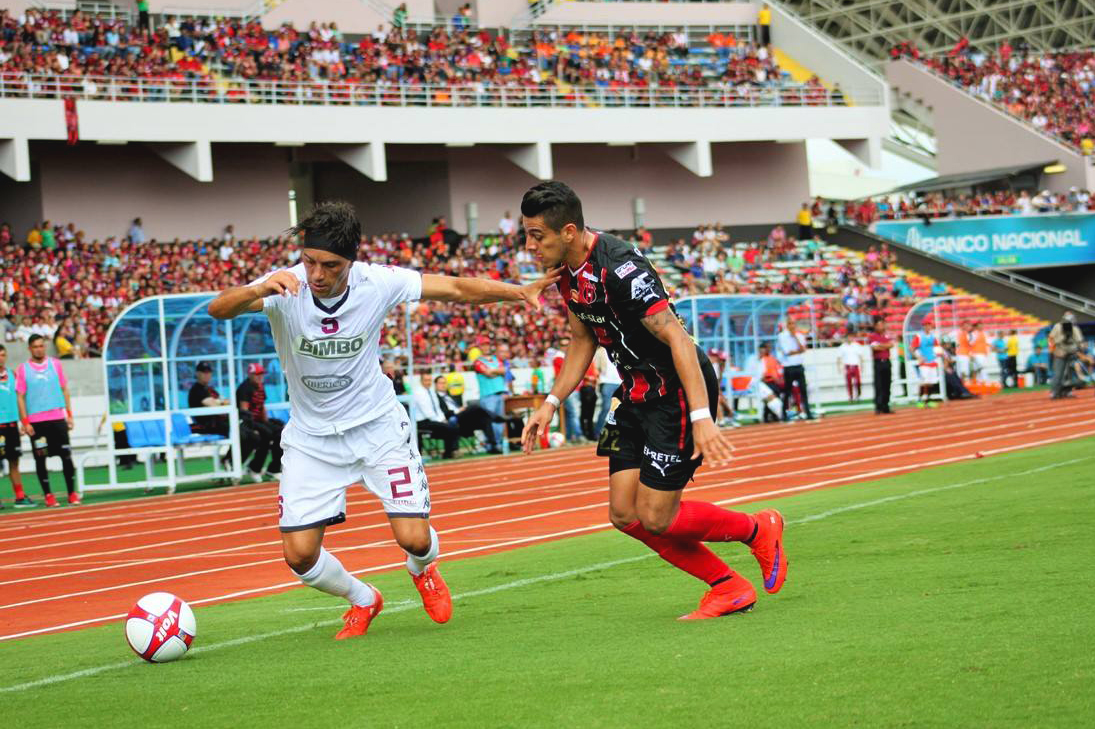
Matarrita y Christian Bolaños en el clásico costarricense en el Estadio Nacional.

La fecha inaugural del Campeonato de Verano 2015 fue el 18 de enero. Su conjunto enfrentó al Santos de Guápiles en el Estadio Ebal Rodríguez. A pesar de iniciar perdiendo, su club logró remontar y ganar 1-2. Matarrita apareció como titular y salió de cambio al minuto 54' por Álvaro Sánchez. El 26 de febrero regresó la competencia continental en la etapa eliminatoria. El partido de ida se desarrolló frente al D.C. United de Estados Unidos en el Estadio Morera Soto. El jugador estuvo por 75 minutos y el encuentro acabó con cifras de goleada 5-2. La vuelta terminó en derrota 2-1, pero el marcador global favoreció a su equipo para avanzar a la otra fase. El 18 de marzo se disputó el cotejo de ida de las semifinales, en el Estadio Olímpico ante el Montreal Impact de Canadá; compromiso que culminó en derrota de 2-0. El 7 de abril, su conjunto llegó con la responsabilidad de remontar la serie, de local en territorio costarricense, para llegar a una posible final. El resultado finiquitó con victoria de 4-2, pero el global le otorgó la victoria a los canadienses debido a la regla de gol de visita. Con esto, su equipo quedó fuera de la oportunidad de alcanzar el título de Concacaf, siendo la segunda temporada consecutiva en quedar dentro de los semifinalistas. En el campeonato local, su club llegó de cuarto lugar con 37 puntos y clasificó a la siguiente instancia. Ronald jugó 19 cotejos y anotó un gol. La semifinal de ida fue el 10 de mayo, enfrentando de local al Deportivo Saprissa. El lateral apareció como titular y su compañero Jonathan McDonald anotó un doblete para el triunfo de 2-0. Tres días después, fue parte de la pérdida de 1-0 en el Estadio Ricardo Saprissa. No obstante, el agregado de 1-2 favoreció a los liguistas para avanzar en la búsqueda del campeonato. La primera final se dio el 19 de mayo en el Estadio Morera Soto frente al Herediano; el marcador terminó igualado a un gol. La vuelta concluyó el 23 de mayo en el Estadio Rosabal Cordero. El tiempo reglamentario también finalizó en empate a una anotación, por lo que fue requerida la prórroga. De igual manera quedó igualada, por lo que los penales para decidir al campeón fueron necesarios. Matarrita ejecutó el sexto tiro, pero lo falló, lo que repercutió en la victoria de los rivales y el subcampeonato para su equipo, además de la salida de Óscar Ramírez.
Bajo la dirección técnica del colombiano Hernán Torres, el defensa fue convocado para hacer frente a la primera jornada del Campeonato de Invierno 2015. En esa oportunidad, su equipo tuvo como rival al Uruguay de Coronado, el 2 de agosto en el Estadio Morera Soto. Matarrita disputó 75 minutos, anotó un gol, recibió tarjeta amarilla, fue reemplazado por Cristopher Meneses y el resultado concluyó en victoria de 3-0. En este torneo logró consolidarse por la banda izquierda, tras alcanzar 15 compromisos en los que no fue relevado. El 8 de noviembre, en el clásico costarricense contra el Deportivo Saprissa en el Estadio Nacional, Ronald asistió a Carlos Discua para el tanto de la victoria de 1-0. Su equipo consolidó el liderato con 45 puntos y avanzó a la etapa eliminatoria. El 13 de diciembre fue la semifinal de ida ante Limón en el Estadio Juan Gobán. El lateral fue partícipe del empate sin anotaciones. Para la vuelta realizada tres días después en condición de local, su club triunfó con cifras de 3-0, por lo que avanzó a la última instancia. La final de ida se desarrolló el 20 de diciembre contra el Deportivo Saprissa de visita. El jugador tuvo acción en la derrota de 2-0. Tres días después, fue la vuelta de la serie y su equipo tenía la responsabilidad de revertir el marcador. Sin embargo, terminó nuevamente con una pérdida, siendo de 1-2. Con esto, confirmó el subcampeonato para su equipo y la destitución del estratega.
El buen rendimiento mostrado en los torneos anteriores, atrajo el interés del New York City de Estados Unidos. El 16 de enero de 2016, la dirigencia rojinegra acordó la transferencia del jugador hacia el equipo estadounidense, por lo que Ronald salió del país para firmar el contrato con ellos. Además, el traspaso generó una alta suma económica para el conjunto liguista, superando los montos que produjo tras las ventas de los futbolistas Marco Ureña y Pablo Gabas.

### New York City F. C.
El 20 de enero de 2016, el lateral fue presentado de manera oficial con el New York City, donde se le asignó la dorsal «22».

"Es un paso muy grande para mí como futbolista tener esta oportunidad. Desde el momento que escuché que New York City FC estaba interesado en mí me motivó mucho. Ahora que es una realidad espero poder aprovechar y ayudar al éxito del equipo."
—Ronald Matarrita. 20 de enero de 2016. Nueva York.

Matarrita, en su llegada, compartió el camerino con figuras europeas importantes como David Villa, Andrea Pirlo y Frank Lampard. Con la confianza del entrenador francés Patrick Vieira, el defensa fue considerado en la primera semana de la temporada 2016 de la Major League Soccer. Su debut como legionario se llevó a cabo el 6 de marzo, en la visita al Toyota Park para afrontar el partido contra el Chicago Fire. En esa oportunidad, fue titular los 90 minutos y el resultado concluyó en victoria de 3-4. El 25 de junio anotó un gol en el triunfo de 0-2 sobre el Seattle Sounders. Al término de las 34 semanas de competencia, su club afianzó el segundo lugar de la tabla de la Conferencia Este, con 54 puntos. El 30 de octubre fue la semifinal de ida de conferencia, ante el Toronto en el BMO Field. Ronald fue titular y su grupo perdió con marcador de 2-0. La vuelta fue el 6 de noviembre en el Yankee Stadium, juego que finalizó en derrota con cifras de goleada 0-5. Con esto los Newyorkers quedaron eliminados. Estadísticamente, el futbolista tuvo 27 apariciones, de las cuales concretó un gol, para un acumulado de 2170 minutos de acción.
Para la temporada de Major League Soccer 2017, el rendimiento de Matarrita se vería opacado por dos lesiones, la primera dándose en abril tras haber sufrido un esguince en la parte superior de uno de sus tobillos durante uno de los entrenamientos —donde estuvo fuera de acción de cuatro a seis semanas—, mientras que la otra ocurrió a finales de junio luego de fracturarse el quinto metatarsiano del pie derecho —esto mientras disputaba un balón con el también costarricense Johan Venegas del Minnesota United—. En plenitud de condiciones, jugó catorce compromisos y aportó dos asistencias. Su equipo fue segundo de la Conferencia Este y enfrentó las semifinales ante Columbus Crew, serie la cual perdió con marcador global de 3-4.
En la Major League Soccer 2018, Ronald retomó su regularidad para obtener 26 presencias con 1548 minutos de acción. Adicionalmente, aportó dos goles en las victorias sobre el Colorado Rapids y Montreal Impact.

### F. C. Cincinnati
El 29 de diciembre de 2020, el Cincinnati se hace con los servicios de Matarrita pagando una cifra cercana a los quinientos mil dólares. El 18 de abril de 2021 debutó con el club en la primera fecha de la Major League Soccer 2021, al minuto 8, Matarrita colaboró con una asistencia, el encuentro finalizó en empate 2-2, con la participación de la totalidad de minutos en el compromiso.
El 15 de noviembre de 2022, Matarrita se desvinculó del F.C Cincinnati, con el que contabilizó 31 partidos disputados, tres anotaciones y siete asistencias.

### SC Dnipro-1
El 23 de enero de 2023 se unió al SC Dnipro-1 de Ucrania por un contrato de dos años.

### Aris Salónica F.C
El 20 de junio de 2023 se oficializó su llegada al Aris Salónica F.C hasta el 2026.

### L. D. Alajuelense
El 13 de junio de 2024 se hace oficial su vuelta al Club que lo vio formar.
Liga Deportiva Alajuelense se complace en anunciar el regreso de Ronald Matarrita a sus filas. El lateral izquierdo de 29 años firmó con el club por los próximos dos años. “Siempre tuve en mi corazón regresar a mi casa, a Liga Deportiva Alajuelense. El lugar que me lo dio todo y donde siempre soñé que llegara este día, es un honor volver para aportar mi experiencia y luchar por los títulos que nuestra afición merece. Les aseguro que yo siempre defenderé a muerte esta camiseta”, declaró Matarrita.

## Selección nacional

### Categorías inferiores

#### Eliminatoria al Campeonato Sub-17 de Concacaf 2011
En octubre de 2010, Ronald fue convocado por la Selección Sub-17 de Costa Rica, para hacer frente a la Eliminatoria Centroamericana con miras hacia el Campeonato de la Concacaf que se llevaría a cabo el año siguiente. El primer partido fue el 26 de octubre, contra Nicaragua en el Estadio Ebal Rodríguez de territorio costarricense. En esta oportunidad, Matarrita fue titular y el resultado fue abultado con cifras de goleada 8-0. Cuatro días después, en el mismo escenario deportivo, se realizó el segundo compromiso ante El Salvador. El futbolista quedó en el banquillo y vio a su equipo triunfar con marcador de 2-1. De acuerdo al rendimiento obtenido por su combinado, este le permitió ubicarse como líder del grupo A y además recibió un cupo directo al torneo continental.

#### Campeonato Sub-17 de Concacaf 2011
Su selección fue instaurada en el grupo A de la competencia de la confederación, compartido con Haití y El Salvador. El primer encuentro se desarrolló el 14 de febrero de 2011, ante los haitianos en el Catherine Hall Sports Complex, de Montego Bay en Jamaica. Por otro lado, el futbolista quedó en el banquillo en la victoria de 1-3. Cuatro días después, en el cotejo frente a los salvadoreños en el Jarrett Park, Matarrita entró de cambio por Malcom Frago al minuto 46', y fue partícipe del nuevo triunfo de 3-2. Su país avanzó como líder invicto a los cuartos de final. Sin embargo, en esta serie, los costarricenses sufrieron su único revés tras ser derrotados 0-1 contra Panamá, quedándose así sin la oportunidad mundialista.
| Campeonato                | Sede    | Resultado        |
| ------------------------- | ------- | ---------------- |
| Campeonato Sub-17 de 2011 | Jamaica | Cuartos de final |

#### Eliminatoria al Campeonato Sub-20 de Concacaf 2013
Ronald debutó con la Selección sub-20 de Costa Rica en el Torneo Clasificatorio de la UNCAF para el Campeonato de la Concacaf de 2013. Su primer partido de la fase de grupos se llevó a cabo el 17 de julio de 2012 contra Nicaragua, donde participó los 90 minutos y con victoria de 3-2. Posteriormente, su segundo juego fue ante Honduras en el Estadio Francisco Morazán. El director técnico de la Sele Carlos Watson reemplazó a Matarrita al minuto 64', y en su lugar entró Cristian Chaves. El empate sin tantos prevaleció hasta el final. Según los resultados obtenidos en esta competición, la escuadra Tricolor logró avanzar al campeonato regional del año siguiente, como líder del grupo A con 4 puntos.

#### Torneo Esperanzas de Toulon 2015
El futbolista participó con la Selección Sub-23 en el Torneo Esperanzas de Toulon 2015. Su primer juego fue ante Países Bajos, como titular el 27 de mayo en el Stade Léo Lagrange. A pesar de que su compañero David Ramírez anotara dos goles, su equipo perdió 3-2. Al final de ese mes, la Sele enfrentó a Estados Unidos, y el jugador logró un tanto al minuto 24'. Por otro lado, el marcador fue de victoria 2-1. El 2 de junio, se realizó el cotejo ante Francia en el Stade de Lattre-de-Tassigny, partido que terminó con derrota 2-1. En esta ocasión salió de cambio por John Jairo Ruiz. Para el encuentro de dos días después contra Catar, el defensor no fue parte de la lista de convocados en el empate de 1-1. Además, Costa Rica no logró avanzar a la siguiente ronda.
| Copa                             | Sede    | Resultado      |
| -------------------------------- | ------- | -------------- |
| Torneo Esperanzas de Toulon 2015 | Francia | Fase de grupos |

#### Preolímpico de Concacaf 2015
El lateral fue parte de la nómina que tuvo acción en las eliminatorias previas al Preolímpico de Concacaf de 2015. En esta fase, su nación quedó sembrada en el grupo A de la zona centroamericana. Los tres empates consecutivos ante Panamá, El Salvador y Nicaragua, provocaron que los costarricenses quedaran en el segundo puesto de la tabla, por lo que se obligó a un repechaje contra la selección del grupo B que obtuvo el mismo lugar, la cual fue Guatemala. El 19 de agosto se desarrolló el partido de ida en condición de visitante. En esta oportunidad, el empate sin goles concluyó con el encuentro. Cuatro días después fue la vuelta en el Estadio Ricardo Saprissa, donde el marcador de 1-0 favoreció a su conjunto en la clasificación hacia el torneo final. El gol fue de Matarrita al minuto 56'.
El director técnico Luis Fernando Fallas tomó en cuenta a Ronald para buscar un cupo para Río 2016. La selección costarricense quedó ubicada en el grupo B de la competencia, junto con México, Honduras y Haití. El primer partido se llevó a cabo el 2 de octubre de 2015 contra los mexicanos en el StubHub Center, de Carson en California. El lateral alineó como titular, recibió tarjeta amarilla al minuto 22' y el resultado terminó en pérdida con cifras de goleada 4-0. Para el segundo encuentro, su país estaba obligado a lograr un marcador que le diera oportunidades de avanzar, pero no fue así ya que volvieron a perder 0-2 en el mismo escenario deportivo frente a los hondureños. El futbolista participó los 90 minutos. Con estos resultados, su selección quedó sin posibilidades de ir a los olímpicos. Con su país eliminado, el defensa abandonó el equipo debido a su convocatoria con la escuadra absoluta.
| Competición                  | Sede           | Resultado      |
| ---------------------------- | -------------- | -------------- |
| Preolímpico de Concacaf 2015 | Estados Unidos | Fase de grupos |

### Selección absoluta
El 27 de agosto de 2015, el nuevo entrenador de la selección costarricense Óscar Ramírez, dio la lista oficial de jugadores que participaron en los encuentros amistosos del mes de septiembre, ante Uruguay y Brasil; Matarrita apareció por primera vez en la convocatoria. Su debut como internacional absoluto fue el 5 de septiembre, en la pérdida de 1-0 ante los brasileños en el Red Bull Arena de Nueva Jersey. En esa oportunidad vio acción los 90 minutos. El mismo marcador se repitió ante los uruguayos tres días después, siendo esta vez con victoria y de local en el Estadio Nacional. Ronald nuevamente fue titular, recibió tarjeta amarilla y fue reemplazado por Waylon Francis al minuto 57'. De esta manera, se acabó la racha de 11 partidos en la que la escuadra costarricense no obtenía un triunfo.
La segunda convocatoria oficial del Machillo se dio a cabo el 1 de octubre, para enfrentar los últimos dos partidos amistosos antes de iniciar la Eliminatoria a Rusia 2018, contra los combinados de Sudáfrica y Estados Unidos. Ronald fue llamado una vez más a la Sele. El 8 de octubre, el equipo nacional enfrentó a los sudafricanos. Matarrita relevó a Marco Ureña al minuto 90', y el partido terminó con una pérdida inesperada de 0-1. En contraste con el juego efectuado el 13 de octubre, ante los estadounidenses, el jugador tuvo más tiempo de acción tras ingresar por Bryan Oviedo al minuto 54'. El resultado fue de victoria 0-1.
El 5 de noviembre, Óscar Ramírez, oficialmente, presentó la lista de seleccionados nacionales para enfrentar los dos primeros partidos de la Eliminatoria a Rusia; los encuentros fueron ante Haití y Panamá los días 13 y 17 de noviembre, respectivamente. Ronald Matarrita entró en la convocatoria del Machillo por tercera vez consecutiva, lo que podría considerarse habitual en la Sele. En el primer juego clasificatorio, el jugador fue titular los 90 minutos, y su país triunfó 1-0 ante la selección haitiana, con gol de su compañero Cristian Gamboa. De igual manera ante los panameños en el Estadio Rommel Fernández, el lateral inició como titular, pero salió de cambio al minuto 83' por Júnior Díaz. La escuadra costarricense obtuvo la segunda victoria consecutiva tras ganar con cifras de 1-2.
El 17 de marzo de 2016, fue anunciado en conferencia de prensa, el llamado del defensor para afrontar los dos juegos siguientes de la cuadrangular, ambos contra Jamaica a finales del mes. El primer partido se realizó en el Estadio Nacional de Kingston el 25 de marzo. El jugador alineó como titular y fue cambiado por Christian Bolaños al minuto 56'. El resultado terminó empatado a una anotación. A diferencia de la conclusión del juego anterior, su país ganó esta vez con marcador de 3-0 sobre los jamaiquinos, y afianzándose en el primer puesto con 10 unidades del grupo B.

#### Copa América Centenario
El 2 de mayo de 2016, el entrenador de la selección costarricense dio la lista preliminar de 40 futbolistas que fueron considerados para afrontar la Copa América Centenario, donde Ronald apareció en la nómina. El 16 de mayo se confirmó la nómina definitiva que viajó a Estados Unidos, país organizador del evento, en la cual Matarrita quedó dentro de los seleccionados. El 27 de mayo se realizó el fogueo previo a la copa, en el que su país enfrentó a Venezuela en el Estadio Nacional. Matarrita fue titular con la dorsal «22», recibió tarjeta amarilla y el resultado terminó con victoria de 2-1. El 4 de junio dio inicio la competencia para la Tricolor, en el Estadio Citrus Bowl de Orlando, Florida contra Paraguay. El futbolista tuvo su rol como titular por la banda izquierda, fue amonestado y el empate sin goles permaneció hasta el final del encuentro. Tres días después, su país tuvo la peor derrota en el Soldier Field de Chicago; el cotejo se realizó contra los Estados Unidos y los errores en la zona defensiva pesaron para que el marcador terminara 4-0. El 11 de junio se desarrolló el último juego de la fase de grupos, en el que su selección hizo frente a Colombia en el Estadio NRG de Houston; su compañero Johan Venegas marcó el primer gol de la competencia para los costarricenses al minuto 1', pero poco después los colombianos empataron las cifras en el marcador. Más tarde, Venegas provocó la anotación en propia meta de Frank Fabra y, en el segundo tiempo, Celso Borges amplió para el 1-3. Sin embargo, su rival descontó y el resultado final fue de victoria 2-3. Con esto, los Ticos se ubicaron en el tercer puesto con 4 puntos, quedando eliminados. Ronald Matarrita tuvo presencia los 90 minutos.
El 24 de agosto de 2016, el director técnico de la selección costarricense dio, en conferencia de prensa, la nómina para los dos últimos partidos de la cuadrangular, en la que el futbolista fue llamado. El 2 de septiembre se desarrolló el encuentro frente al combinado de Haití en el Estadio Sylvio Cator. En el transcurrir de los minutos, la situación táctica se tornó ríspida a causa del bloque defensivo y la corpulencia de cada futbolista rival. No obstante, un remate fuera del área ejecutado por su compañero Randall Azofeifa, en el segundo tiempo, fue suficiente para la victoria de 0-1. Con este resultado, los costarricenses aseguraron el pase a la siguiente ronda mundialista. Por otra parte, Matarrita fue titular. El juego de cuatro días después contra Panamá en el Estadio Nacional no significó ningún riesgo para cada una de las selecciones, ya que ambas estaban clasificadas con anticipación. Por esta situación, su entrenador realizó muchas variantes en la alineación, relegando a Ronald al banquillo. El mediocentro Christian Bolaños hizo un doblete y asistió a Matarrita, quien había ingresado de cambio, para recorrer desde media cancha y concretar su primera anotación como internacional. El marcador fue de 3-1 y su país se colocó líder del grupo B con 16 puntos, contabilizando 5 victorias y un empate, para un 88% de rendimiento.

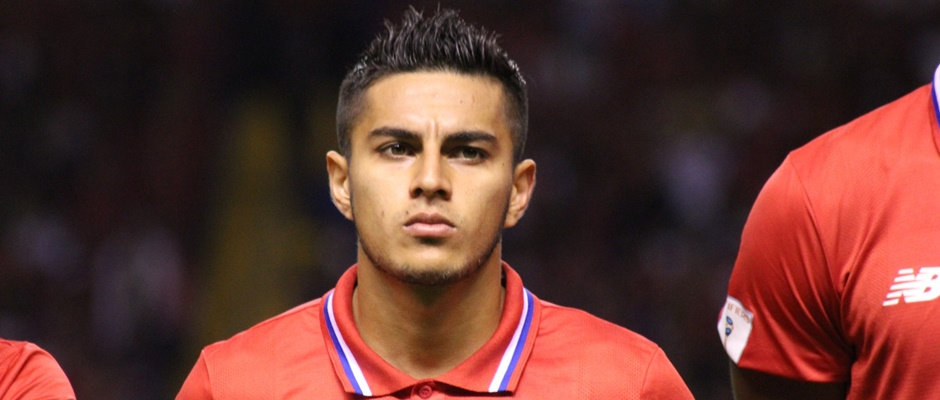
Ronald representando a la escuadra costarricense en 2016.

El 29 de septiembre, Ramírez anunció la convocatoria oficial para el juego de carácter amistoso frente al combinado de Rusia, donde Ronald quedó en la lista definitiva. El 9 de octubre se desarrolló el compromiso contra los rusos en la inauguración del Krasnodar Stadium. La disposición de sus compañeros en el primer tiempo hizo valer la consecución de los tantos de Randall Azofeifa y Bryan Ruiz, pero el rival descontó poco después. Antes del descanso, el gol en propia de Berezutski dio la ventaja de 1-3 a su país. Sin embargo, los locales igualaron rápidamente y, por otra parte, el director técnico Ramírez ordenó el ingreso de cambio de Joel Campbell, quien al minuto 90' provocó el penal que luego fue aprovechado por él mismo para el gol de la victoria 3-4. Matarrita apareció como titular y fue reemplazado por Bryan Oviedo al minuto 75'.
El 2 de noviembre de 2016, el seleccionador nacional divulgó la base de futbolistas para los dos partidos de la fase hexagonal eliminatoria. Ramírez contó con Ronald para afrontar este tipo de compromisos. La fecha inaugural de esta fase tuvo lugar el 11 de noviembre, en el Estadio Hasely Crawford ante Trinidad y Tobago. Su país tuvo escaso control del balón durante la primera parte, debido a las imprecisiones en cuanto a pases y el orden táctico del rival, situaciones que balanceó en la etapa complementaria. El dinamismo que estableció su conjunto le permitió a su compañero Christian Bolaños abrir el marcador, quien además brindó una asistencia a Matarrita, al cierre del partido, para concretar el 0-2 final. La misma circunstancia se reiteró cuatro días después, en el Estadio Nacional, donde su nación recibió a Estados Unidos. El jugador asistió en dos oportunidades a Joel Campbell en el doblete que sirvió para el marcador definitivo de 4-0.
El 17 de marzo de 2017, el estratega Óscar Ramírez realizó la nómina de jugadores para la reanudación de la Eliminatoria Mundialista de Concacaf. El defensa fue tomado en cuenta. El 24 de marzo fue el primer compromiso ante México en el Estadio Azteca. El tanto tempranero del rival al minuto 6' y el gol al cierre de la etapa inicial fueron fulminantes en el marcador definitivo con derrota de 2-0. Con este resultado, su nación sufrió el primer revés de la competencia cuya valla invicta acabó en 186 minutos. La segunda visita de esta fecha FIFA se desarrolló cuatro días después contra Honduras en el Estadio Francisco Morazán. El cotejo se caracterizó por el clima caluroso de la ciudad de San Pedro Sula, ya que el cotejo fue en horas de la tarde, también del controversial arbitraje del salvadoreño Joel Aguilar al no sancionar acciones de penal a ambas escuadras. La situación de su conjunto se volvió un poco áspera por el gol transitorio del contrincante al minuto 35'. Con el reacomodo en la zona de centrocampistas, su selección tuvo más control del balón y al minuto 68' su compañero Christian Bolaños, quien había entrado de relevo, ejecutó un tiro de esquina que llegó a la cabeza de Kendall Waston, el cual aprovechó su altura para conseguir la anotación que terminó siendo el empate.
El siguiente llamado del estratega para conformar el conjunto Tricolor se dio el 26 de mayo de 2017, correspondiente a disputar los dos partidos consecutivos como local en el Estadio Nacional por la eliminatoria mundialista. Matarrita apareció en la lista. El primer encuentro tuvo lugar contra Panamá el 8 de junio, donde sus compañeros fueron los que tuvieron mayores oportunidades de anotar en los minutos iniciales. A causa de la expulsión del defensor Giancarlo González en el segundo tiempo, su equipo se vio obligado a variar el sistema y los rivales asumieron el rol en la ofensiva. Sin embargo, tras situaciones apremiantes de ambas naciones, el resultado empatado sin goles prevaleció al término de los 90 minutos. Con esto su país acabó con la racha de diez juegos sin ceder puntos como local en estas instancias. Además, los panameños puntuaron después de veintinueve años de no hacerlo en territorio costarricense. En el compromiso del 13 de junio frente a Trinidad y Tobago, el defensa Francisco Calvo aprovechó un centro de Joel Campbell para colocar, mediante un cabezazo dentro del área, la ventaja momentánea de 1-0 en tan solo 48 segundos de iniciado el juego. Las circunstancias se volvieron ríspidas por la respuesta del adversario, provocando la igualdad en las cifras, pero el tanto de Bryan Ruiz al minuto 44' solidificó el resultado de 2-1 para su nación, el cual fue cuidado de manera sagaz durante todo el segundo tiempo. Estadísticamente, Ronald no vio acción al quedar en el banquillo en los dos cotejos.
El defensa fue incluido, el 16 de junio de 2017, en la lista oficial del director técnico Óscar Ramírez para la realización de la Copa de Oro de la Concacaf que tendría lugar en Estados Unidos. Sin embargo, el 29 de junio quedó fuera del torneo debido a una fractura del quinto metatarsiano, precisamente en un choque con Johan Venegas en un partido que disputó con su club, por lo que su puesto fue tomado por Juan Pablo Vargas.
Matarrita fue considerado en la última lista para el cierre de la hexagonal, dada el 29 de septiembre de 2017. El 7 de octubre tuvo lugar el partido frente a Honduras en el Estadio Nacional, con las condiciones del clásico centroamericano al tratarse de un encuentro ríspido y físico. Su selección estuvo por debajo en el marcador por la anotación del rival, y de esta forma se vio obligada a variar el sistema táctico para evitar la derrota. Al minuto 94', su compañero Bryan Ruiz lanzó un centro desde el sector de la derecha para que el balón fuese recibido por Kendall Waston, quien se había sumado al ataque y así imponer su altura con el cabezazo y empatar 1-1 de manera agónica. Con este resultado, su país aseguró una de las plazas directas al Mundial de Rusia 2018 que fueron otorgadas a la confederación. Por otro lado, Ronald aguardó desde la suplencia, situación que revertiría para el juego de tres días después contra Panamá en el Estadio Rommel Fernández, al aparecer como titular pero salir de cambio por Giancarlo González, en la derrota de 2-1.
De nuevo en periodo de fogueos internacionales, el 3 de noviembre de 2017 entró en la convocatoria para los dos partidos en el continente europeo. El 11 de noviembre entró en reemplazo por Bryan Oviedo al minuto 66' contra España en el Estadio La Rosaleda de Málaga, donde las cifras de goleada 5-0 favorecieron a los adversarios. Tres días después tuvo los 90 minutos de participación en la nueva pérdida de su país, esta vez por 1-0 ante Hungría.
El 15 de marzo de 2018, el defensor recibió la convocatoria de Ramírez con miras a los nuevos encuentros amistosos en Europa. Sin embargo, tres días después sufrió una lesión que le impidió viajar con su país, por lo que fue reemplazado por Kenner Gutiérrez.
El 14 de mayo de 2018, se anunció en conferencia de prensa del entrenador de la selección Óscar Ramírez, el llamado de los veintitrés futbolistas que harían frente al Mundial de Rusia, lista en la cual Matarrita quedó dentro del selecto grupo. Antes del certamen global, el 3 de junio enfrentó el partido de despedida en condición de local contra Irlanda del Norte en el Estadio Nacional. Ronald entró de cambio al minuto 69' por Johan Venegas en la victoria cómoda por 3-0. El 7 de junio vio acción por 30 minutos en la derrota de su nación con cifras de 2-0 ante Inglaterra en el Elland Road. Cuatro días después, estuvo presente en el amistoso celebrado en Bruselas contra Bélgica (revés 4-1) del cual no jugó. El 15 de junio se le diagnosticó un desgarro grado uno en el muslo derecho, por lo que quedó fuera de poder participar en el certamen. Su lugar fue tomado por Kenner Gutiérrez.
El 4 de octubre de 2018, en rueda de prensa del director técnico Ronald González, se hizo el llamado de Matarrita para disputar los fogueos de la fecha FIFA del mes. El primer duelo se realizó el 11 de octubre en el Estadio Universitario de Monterrey, en donde su combinado enfrentó al conjunto de México. El defensa entró de cambio por Bryan Oviedo al minuto 67' y su país perdió con marcador de 3-2. Para el cotejo del 16 de octubre contra el equipo de Colombia en el Red Bull Arena en territorio estadounidense, el equipo Tico cedió el resultado tras caer derrotado con cifras de 1-3.
El 8 de noviembre de 2018, entró en la lista del técnico González para efectuar los últimos partidos amistosos del año. El 16 de noviembre se desarrolló el compromiso frente al combinado de Chile en la visita al Estadio El Teniente, donde Matarrita apareció en el once inicial. Al minuto 59', el defensa marcó un gol para su escuadra que terminó ganando por 2-3. Cuatro días después, se desempeñó en su demarcación por 67 minutos en el triunfo con el mismo marcador sobre Perú.
El 14 de marzo de 2019, el jugador recibe su primera convocatoria de la selección en el nuevo proceso dirigido por Gustavo Matosas, para afrontar un par de partidos amistosos del mes. El 22 de marzo, en el partido contra Guatemala (pérdida 1-0) en el Estadio Doroteo Guamuch, el defensor entró de cambio al minuto 46' por Jimmy Marín. Para el compromiso de cuatro días después ante Jamaica en el Estadio Nacional, Matarrita participó 64 minutos en la victoria ajustada por 1-0.
El 22 de mayo de 2019, el futbolista fue tomado en cuenta por Matosas para enfrentar un amistoso en Sudamérica. El 5 de junio entró de cambio al minuto 80' en el duelo contra Perú (1-0) en el Estadio Monumental. Poco después se confirmó que Matarrita entró en la nómina oficial para disputar la Copa de Oro de la Concacaf.

#### Copa de Oro 2019
En la competición, el defensa se mantuvo en la suplencia en el primer duelo de la fase de grupos contra Nicaragua (victoria 4-0). Debutó el 20 de junio ante Bermudas (triunfo 2-1), tras ingresar de cambio al minuto 71' por Elías Aguilar, y después alcanzó la totalidad de los minutos en la derrota 2-1 frente a Haití. Su país se quedó en el camino al perder en penales por México en cuartos de final.
El 28 de agosto de 2019 entró en la lista de Matosas para jugar un fogueo. El 6 de septiembre disputó el partido celebrado en el Estadio Nacional contra Uruguay, donde completó la totalidad de los minutos y el marcador finalizó en pérdida por 1-2.
El 4 de octubre de 2019, es convocado por Ronald González para el inicio en la Liga de Naciones de la Concacaf. El 10 de octubre fue suplente en el empate 1-1 de visita frente a Haití. Tres días después apareció en la estelaridad en la igualada contra Curazao.
El 23 de enero de 2020, el jugador fue incluido en la nómina de la selección con el motivo de efectuar un fogueo en fecha no FIFA. El 1 de febrero se dio el juego frente a Estados Unidos en el Dignity Health Sports Park. Matarrita alineó como titular, salió de cambio por Joseph Mora y su país perdió por la mínima 1-0.
El 18 de marzo de 2021, Matarrita fue llamado por González para jugar dos fogueos de fecha FIFA en una gira europea. El primer partido se dio el 27 de marzo en el estadio Bilino Polje ante el local Bosnia y Herzegovina, en el que Ronald quedó en la suplencia y el marcador finalizó empatado sin goles. Tres días después, en el Stadion Wiener Neustadt de Austria, su selección perdió 0-1 contra México mientras que el zaguero reemplazó a Barlon Sequeira a partir del segundo tiempo.

#### Copa de Oro 2021
El 25 de junio de 2021, el director técnico Luis Fernando Suárez definió la lista preliminar con miras hacia la Copa de Oro de la Concacaf, en la que se destaca la convocatoria de Ronald. Fue ratificado en la lista definitiva del 1 de julio. Jugó los tres partidos del grupo que finalizaron en victorias sobre Guadalupe (3-1), Surinam (2-1) y Jamaica (1-0). El 25 de julio se presentó la eliminación de su país en cuartos de final por 0-2 frente a Canadá.
El 26 de agosto de 2021, Matarrita fue llamado por Suárez para iniciar la eliminatoria de Concacaf hacia la Copa del Mundo. El 2 de septiembre se dio la primera fecha de visita en el Estadio Rommel Fernández contra Panamá. Ronald jugó los últimos dieciséis minutos del resultado que acabó empatado sin goles. Tres días después completó la totalidad de los minutos de la derrota de local 0-1 ante México y el 8 de septiembre cerró la fecha FIFA del mes con la igualdad 1-1 en casa frente a Jamaica, nuevamente entrando de cambio.
El 30 de septiembre de 2021, Matarrita nuevamente fue incluido por Suárez para continuar con la triple fecha eliminatoria. El 7 de octubre alcanzó 81 minutos de participación en el empate sin goles frente a Honduras, de visita en el Estadio Olímpico Metropolitano. Tres días después como local, su selección venció por 2-1 a El Salvador y el 13 de octubre se dio la derrota de su conjunto ante Estados Unidos por 2-1 en el Lower.com Field, en ambos compromisos siendo titular.
El 6 de noviembre de 2021, el futbolista integró la lista de convocados con el motivo de seguir la eliminatoria, siendo esta de doble fecha. El 12 de noviembre no gozó de minutos al quedarse fuera de lista donde su selección cayó por 1-0 contra Canadá. Cuatro días después arrancó como titular, salió de cambio por Kendall Waston al minuto 66' y se dio el agónico triunfo 2-1 de local sobre Honduras.
El 21 de enero de 2022, el jugador fue incorporado a la lista de seleccionados de Suárez para afrontar tres partidos eliminatorios. Matarrita alineó como titular ante Panamá (victoria 1-0) en el Estadio Nacional del 27 de enero, tres días después quedó en la suplencia contra México (empate 0-0) en el Estadio Azteca, y el 2 de febrero vio acción por 45 minutos frente a Jamaica (triunfo 0-1) en el Estadio Nacional de Kingston.
El 18 de marzo de 2022, Suárez eligió a sus últimos futbolistas para el cierre de la eliminatoria donde Ronald nuevamente fue parte de dicha lista. El 24 de marzo sufrió una lesión al recibir una fuerte entrada por Mark Anthony Kaye de Canadá mientras disputaba el balón. Después se confirmó una ruptura del 95% del tendón peroneo, por lo que requirió cirugía. Fue descartado para los encuentros restantes contra El Salvador (1-2) y Estados Unidos (2-0). Su selección finalizó en el cuarto puesto en zona de repechaje intercontinental.

#### Participaciones internacionales
| Competición                             | Sede                                  | Resultado        | Partidos | Goles |
| --------------------------------------- | ------------------------------------- | ---------------- | -------- | ----- |
| Copa América Centenario                 | Estados Unidos                        | Fase de grupos   | 3        | 0     |
| Copa de Oro de la Concacaf 2019         | Estados Unidos · Costa Rica · Jamaica | Cuartos de final | 2        | 0     |
| Liga de Naciones de la Concacaf 2019-20 | Concacaf                              | Cuarto lugar     | 3        | 0     |
| Copa de Oro de la Concacaf 2021         | Estados Unidos                        | Cuartos de final | 4        | 0     |

#### Participaciones en eliminatorias
| Evento                     | Sede  | Resultado   | Partidos | Goles |
| -------------------------- | ----- | ----------- | -------- | ----- |
| Clasificación Mundial 2018 | Rusia | Clasificado | 10       | 0     |
| Clasificación Mundial 2022 | Catar | Clasificado | 10       | 0     |

#### Participaciones en Copas del Mundo
| Mundial              | Sede  | Resultado      | Partidos | Goles |
| -------------------- | ----- | -------------- | -------- | ----- |
| Copa Mundial de 2022 | Catar | Fase de grupos | 2        | 0     |

## Estadísticas

### Clubes
Actualizado al último partido jugado el 27 de septiembre de 2023.
| Club                               | Div.          | Temporada     | Liga  | Liga  | Liga   | Copas nacionales | Copas nacionales | Copas nacionales | Copas internacionales | Copas internacionales | Copas internacionales | Total | Total | Total  |
| Club                               | Div.          | Temporada     | Part. | Goles | Asist. | Part.            | Goles            | Asist.           | Part.                 | Goles                 | Asist.                | Part. | Goles | Asist. |
| ---------------------------------- | ------------- | ------------- | ----- | ----- | ------ | ---------------- | ---------------- | ---------------- | --------------------- | --------------------- | --------------------- | ----- | ----- | ------ |
| L. D. Alajuelense · Costa Rica     |               |               |       |       |        |                  |                  |                  |                       |                       |                       |       |       |        |
| 1.ª                                | 2013-14       | 10            | 0     | 3     | 3      | 0                | 0                | 1                | 0                     | 0                     | 14                    | 0     | 3     |        |
| 1.ª                                | 2014-15       | 36            | 3     | 2     | 2      | 0                | 0                | 4                | 0                     | 0                     | 42                    | 3     | 2     |        |
| 1.ª                                | 2015-16       | 20            | 1     | 1     | 2      | 0                | 1                | —                | —                     | —                     | 22                    | 1     | 2     |        |
| Total club                         | Total club    | 66            | 4     | 6     | 7      | 0                | 1                | 5                | 0                     | 0                     | 78                    | 4     | 7     |        |
| New York City F. C. Estados Unidos |               |               |       |       |        |                  |                  |                  |                       |                       |                       |       |       |        |
| 1.ª                                | 2016          | 27            | 1     | 2     | —      | —                | —                | —                | —                     | —                     | 27                    | 1     | 2     |        |
| 1.ª                                | 2017          | 14            | 0     | 2     | —      | —                | —                | —                | —                     | —                     | 14                    | 0     | 2     |        |
| 1.ª                                | 2018          | 26            | 2     | 1     | —      | —                | —                | —                | —                     | —                     | 26                    | 2     | 1     |        |
| 1.ª                                | 2019          | 25            | 1     | 1     | 1      | 0                | 0                | —                | —                     | —                     | 26                    | 1     | 1     |        |
| 1.ª                                | 2020          | 19            | 0     | 2     | 5      | 0                | 0                | 4                | 0                     | 1                     | 28                    | 0     | 3     |        |
| Total club                         | Total club    | 111           | 4     | 8     | 6      | 0                | 0                | 4                | 0                     | 1                     | 121                   | 4     | 9     |        |
| F. C. Cincinnati Estados Unidos    |               |               |       |       |        |                  |                  |                  |                       |                       |                       |       |       |        |
| 1.ª                                | 2021          | 22            | 2     | 4     | —      | —                | —                | —                | —                     | —                     | 22                    | 2     | 4     |        |
| 1.ª                                | 2022          | 9             | 1     | 3     | —      | —                | —                | —                | —                     | —                     | 9                     | 1     | 3     |        |
| Total club                         | Total club    | 31            | 3     | 7     | 0      | 0                | 0                | 0                | 0                     | 0                     | 31                    | 3     | 7     |        |
| SC Dnipro-1 · Ucrania              |               |               |       |       |        |                  |                  |                  |                       |                       |                       |       |       |        |
| 1.ª                                | 2022-23       | 8             | 0     | 0     | —      | —                | —                | —                | —                     | —                     | 8                     | 0     | 0     |        |
| Total club                         | Total club    | 8             | 0     | 0     | 0      | 0                | 0                | 0                | 0                     | 0                     | 8                     | 0     | 0     |        |
| Aris Salónica · Grecia             |               |               |       |       |        |                  |                  |                  |                       |                       |                       |       |       |        |
| 1.ª                                | 2023-24       | 1             | 0     | 0     | —      | —                | —                | 4                | 0                     | 0                     | 5                     | 0     | 0     |        |
| Total club                         | Total club    | 1             | 0     | 0     | 0      | 0                | 0                | 4                | 0                     | 0                     | 5                     | 0     | 0     |        |
| Total carrera                      | Total carrera | Total carrera | 217   | 11    | 21     | 13               | 0                | 1                | 13                    | 0                     | 1                     | 243   | 11    | 23     |
| 1. 2. Fuente:Transfermarkt         |               |               |       |       |        |                  |                  |                  |                       |                       |                       |       |       |        |

### Selección de Costa Rica
Actualizado al último partido jugado el 11 de septiembre de 2023.
| Selección                  | Año | Eliminatorias | Eliminatorias | Eliminatorias | Continental | Continental | Continental | Mundial | Mundial | Mundial | Amistosos | Amistosos | Amistosos | Total | Total | Total  |
| Selección                  | Año | Part.         | Goles         | Asist.        | Part.       | Goles       | Asist.      | Part.   | Goles   | Asist.  | Part.     | Goles     | Asist.    | Part. | Goles | Asist. |
| -------------------------- | --- | ------------- | ------------- | ------------- | ----------- | ----------- | ----------- | ------- | ------- | ------- | --------- | --------- | --------- | ----- | ----- | ------ |
| Absoluta · Costa Rica      |     |               |               |               |             |             |             |         |         |         |           |           |           |       |       |        |
| 2015                       | 2   | 0             | 0             | —             | —           | —           | —           | —       | —       | 4       | 0         | 0         | 6         | 0     | 0     |        |
| 2016                       | 6   | 2             | 1             | 3             | 0           | 0           | —           | —       | —       | 2       | 0         | 0         | 11        | 2     | 1     |        |
| 2017                       | 2   | 0             | 0             | —             | —           | —           | —           | —       | —       | 2       | 0         | 0         | 4         | 0     | 0     |        |
| 2018                       | —   | —             | —             | —             | —           | —           | —           | —       | —       | 6       | 1         | 1         | 6         | 1     | 1     |        |
| 2019                       | —   | —             | —             | 5             | 0           | 0           | —           | —       | —       | 4       | 0         | 0         | 9         | 0     | 0     |        |
| 2020                       | —   | —             | —             | —             | —           | —           | —           | —       | —       | 1       | 0         | 0         | 1         | 0     | 0     |        |
| 2021                       | 7   | 0             | 1             | 4             | 0           | 1           | —           | —       | —       | 1       | 0         | 0         | 12        | 0     | 2     |        |
| 2022                       | 3   | 0             | 0             | —             | —           | —           | 2           | 0       | 0       | —       | —         | —         | 5         | 0     | 0     |        |
| 2023                       | —   | —             | —             | 0             | 0           | 0           | —           | —       | —       | 2       | 0         | 0         | 2         | 0     | 0     |        |
| Total                      | 20  | 2             | 2             | 12            | 0           | 1           | 2           | 0       | 0       | 22      | 1         | 1         | 56        | 3     | 4     |        |
| 1. 2. Fuente:Transfermarkt |     |               |               |               |             |             |             |         |         |         |           |           |           |       |       |        |

#### Goles internacionales
| Núm. | Fecha                   | Lugar                                                     | Rival             | Gol | Resultado | Competición               |
| ---- | ----------------------- | --------------------------------------------------------- | ----------------- | --- | --------- | ------------------------- |
| 1    | 6 de septiembre de 2016 | Estadio Nacional, San José, Costa Rica                    | Panamá            | 3-0 | 3-1       | Eliminatoria Mundial 2018 |
| 2    | 11 de noviembre de 2016 | Estadio Hasely Crawford, Puerto España, Trinidad y Tobago | Trinidad y Tobago | 0-2 | 0-2       | Eliminatoria Mundial 2018 |
| 3    | 16 de noviembre de 2018 | Estadio El Teniente, Rancagua, Chile                      | Chile             | 0-3 | 2-3       | Amistoso internacional    |

## Palmarés

### Títulos nacionales
| Título                         | Club            | País       | Año  |
| ------------------------------ | --------------- | ---------- | ---- |
| Primera División de Costa Rica | L.D Alajuelense | Costa Rica | 2013 |

### Distinciones individuales
| Distinción                                                                                   | Año  |
| -------------------------------------------------------------------------------------------- | ---- |
| Incluido en el Once ideal de la semana de la Major League Soccer 2016 Semanas 6, 10, 16, 24. | 2016 |
| Incluido en el Once Ideal de la Concacaf del año 2016                                        | 2017 |
| Incluido en el Once ideal de la semana de la Major League Soccer 2017 Semana 7.              | 2017 |